# Chibchea uru
Chibchea uru är en spindelart som beskrevs av Huber 2000. Chibchea uru ingår i släktet Chibchea och familjen dallerspindlar.
Artens utbredningsområde är Peru. Inga underarter finns listade i Catalogue of Life.